# Фёдор Иванович Сабур
Фёдор Иванович Сабур — костромской землевладелец, боярин при великом князе Василии I Дмитриевиче, сын Ивана Дмитриевича Зерно. Родоначальник рода Сабуровых.

## Биография

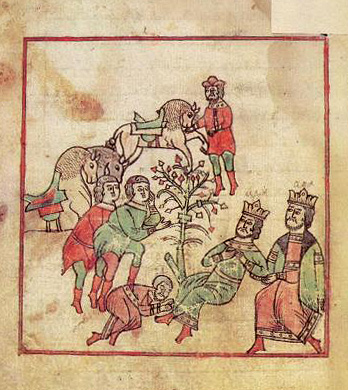
Фёдор Сабур и Григорий Холопищев находят великого князя, «Сказания о Мамаевом побоище»

Будучи боярином при великом князе Василии I Дмитриевиче, Фёдор Сабур занимал высокое положение. О близости его к великому князю говорит то, что он был свидетелем второй и третьей духовных Василия Дмитриевича.
В 1380 году упоминается на Куликовом поле, как храбрый костромич в полку Ивана Родионовича Квашни.
В «Сказании о Мамаевом побоище» есть эпизод, в котором Фёдор Сабур упоминается как один из спасителей князя Дмитрия Донского:
«Два же каких-то воина отклонились на правую сторону в дубраву, один именем Фёдор Сабур, а другой Григорий Холопищев, оба родом костромичи. Чуть отошли от места битвы — и набрели на великого князя, избитого и израненного всего и утомленного, лежал он в тени срубленного дерева березового. И увидели его и, слезши с коней, поклонились ему. Сабур же тотчас вернулся поведать о том князю Владимиру и сказал: “Князь великий Дмитрий Иванович жив и царствует вовеки!”»

## Брак и дети
Существует не вполне ясное указание, что Фёдор Сабур был женат на дочери боярина Ивана Андреевича Бутурли, от которого пошел род Бутурлиных. Дети:
- Данила — боярин[5].
- Михаил (ум. 1464) — боярин и дворецкий при великом князе московском Василии Темном и его сыне великом князе московском Иване III.
- Иван — боярин при великом князе московском Василии Темном[6].
- Василий (ум. 1485) — боярин удельного князя дмитровского Юрия Васильевича. После смерти Юрия перешел на службу к его старшему брату, великому князю московскому Ивану III, но без боярства.
- Семён Пешек (ум. 1484) — костромской землевладелец, боярин великой княгини Марии Ярославны, а затем удельного князя углицкого Андрея Васильевича Большого. Родоначальник ветви Пешковых-Сабуровых.
- Константин Сверчёк — воевода в Нижнем Новгороде[7], родоначальник ветви Сверчковых-Сабуровых.